# Place de la Sallaz
Pour les articles homonymes, voir Sallaz.
La place de la Sallaz se trouve à Lausanne, en Suisse, dans le quartier de Sallaz/Vennes/Séchaud.

## Histoire

### XVIIIesiècle
Vers 1780, la campagne de Béthusy, qui appartenait jusqu'à sa faillite à l'ancien châtelain de La Tour-de-Peilz, est morcelée et vendue. Le plateau de la Sallaz fait partie des lots, et ses acquéreurs s'y établissent ; ils y bâtissent des maisons rurales assez rapprochées pour qu'on puisse parler d'un hameau.

### XIXesiècle

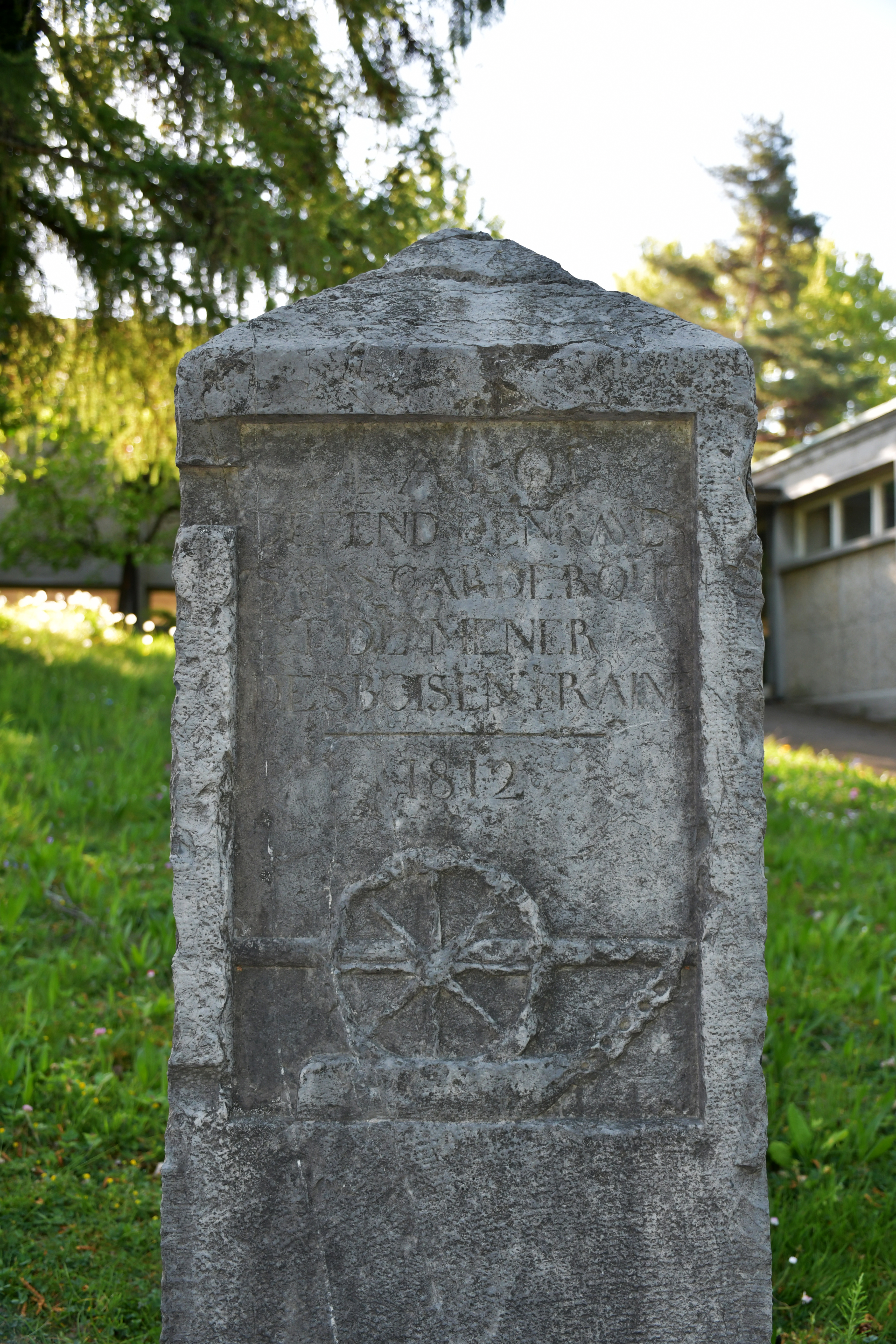
La pierre à sabot située devant le collège de la Sallaz, datant de 1812.

Dans le premier quart du XIXe siècle, Charles Cerez transforme en forge et en auberge (l'Auberge de la Sallaz) les bâtiments dont il a hérité. Malgré tout, durant la plus grande partie du XIXe siècle, le hameau reste trop décentré pour bénéficier des importantes évolutions économiques et urbaines qui transforment Lausanne en véritable ville (construction du Grand-Pont en 1844 et d'une usine à gaz en 1848, percement du tunnel de la Barre en 1855, arrivée du chemin de fer en 1856), et la Sallaz vit en vase clos. Pourtant, selon un pointage officiel de 1835, la route de Lausanne à Faoug, qui passe par la Sallaz, est la plus fréquentée des six routes principales partant de Lausanne, mais la place Saint-François, terminus des diligences, ne se trouve qu'à 2 km du hameau et elles le traversent donc sans s'y arrêter.
Le hameau compte à la fin du XIXe siècle 32 maisons et 330 habitants, vivant surtout de l'agriculture et des cultures maraîchères, même si quelques familles aisées s'y sont fait construire des villas. En 1935, le professeur Paul Mottaz décrit la Sallaz de 1895 : « Un hameau isolé, comme repoussé de Lausanne par les deux cimetières qui l'en séparent ; un carrefour avec quelques vieilles maisons : deux auberges, deux fermes, la forge, la boulangerie, l'épicerie, c'est tout […] ».
L'éclairage public au gaz, installé à Lausanne dès 1846, s'arrête à l'Hôpital cantonal et n'atteint donc pas la Sallaz, située 1,5 km au nord. En 1896, la Société de développement du quartier La Sallaz/Vennes obtient le rachat par la ville de dix réverbères à la néoline que Rolle cherche à revendre. Sept sont installés entre le chemin du Calvaire et la Sallaz, deux sur la route de Berne, au nord du hameau, et un sur la route d'Oron, à l'est.

### Première moitié duXXesiècle
En 1899 est fondée la Compagnie des chemins de fer du Jorat, dont l'objectif est de relier Lausanne à Moudon en passant par le Chalet-à-Gobet. Le 15 mai 1902 est inauguré le tronçon entre la Sallaz et le Chalet-à-Gobet et la liaison avec Moudon est réalisée le 28 novembre. Devant cette concurrence, les Tramways lausannois rachètent la concession fédérale pour l'entrée en ville et assurent la liaison entre la Sallaz et le centre de Lausanne, alors que la liaison entre la place de l'Ours et la Sallaz avait été refusée en 1899. La Sallaz devient un relais ferroviaire et sort de son isolement. De plus, l'éclairage électrique y est installé en 1904.
Le développement de la place de la Sallaz est directement lié à celui du quartier de Vennes, qui croît juste au nord, le long de la route de Berne. En 1903, le quartier de la Sallaz/Vennes compte 21 enfants entre 5 et 7 ans et obtient l'ouverture d'une classe au collège de Vennes. En 1905, le dépôt de poste situé sur la route de Berne depuis 1899, à 300 m au nord de la place, devient un bureau de poste et est transféré à la Sallaz.
En 1934 est inauguré le cinéma Le Colisée et, l'année suivante, la première Maison de la radio de Suisse, où la Société romande de radiophonie transfère ses studios.

### Seconde moitié duXXesiècle

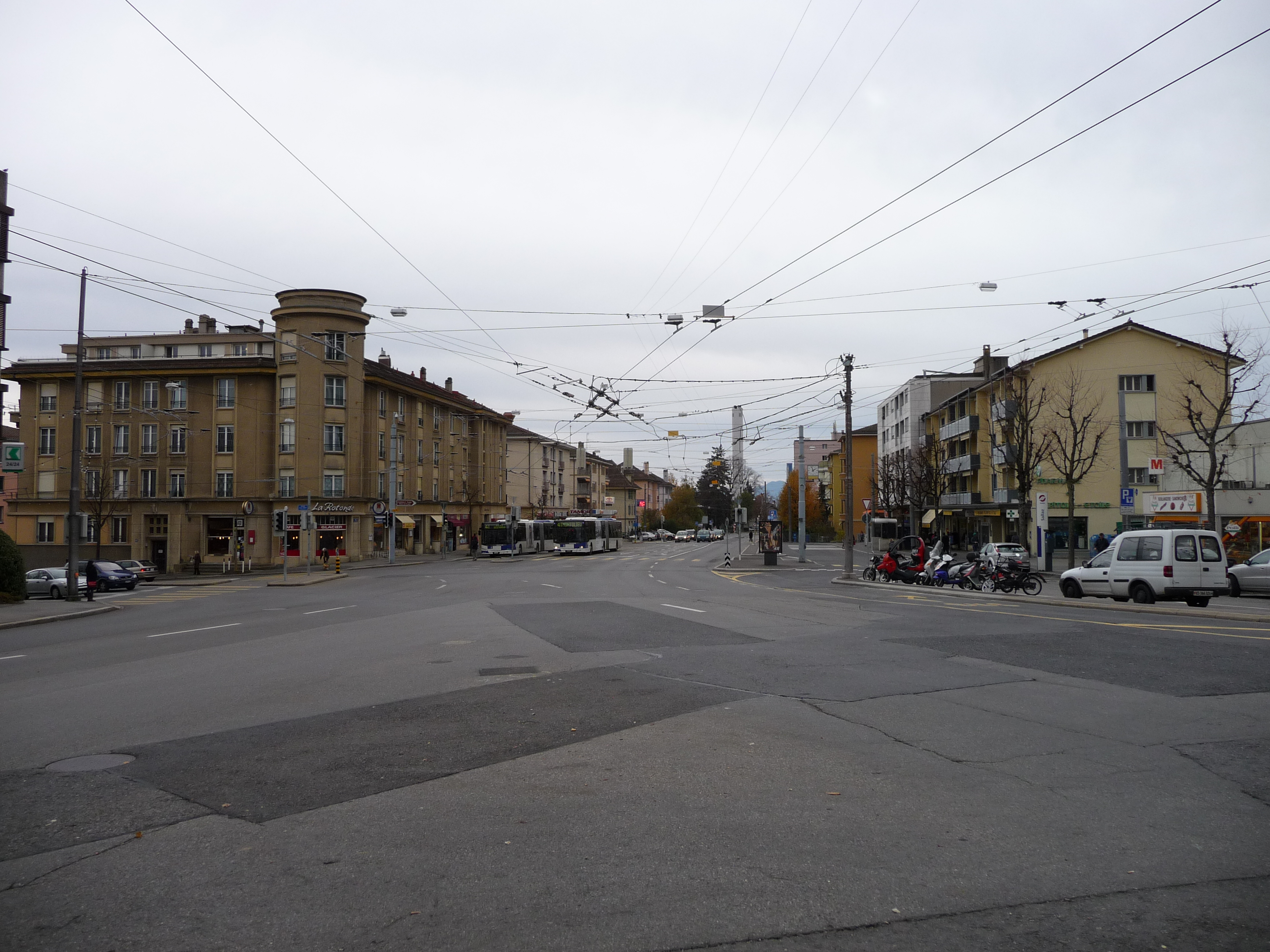
La Sallaz vue du nord en 2009, avant son réaménagement ; La route d'Oron (à gauche) et la route de Berne (à droite) se rejoignent avant de traverser la place.

Le développement des quartiers alentour se répercute bien entendu sur la croissance de la place de la Sallaz et de ses abords : création de la paroisse catholique de Saint-Étienne (et aménagement de son église au début de la route d'Oron, dans une ferme transformée en 1950), construction de l'école de la Sallaz en 1955 au sud de la place, sur le terrain de l'ancien cimetière de Pierre-de-Plan, du collège de Coteau-Fleuri, plus à l'est, en 1972 et du complexe scolaire de Grand-Vennes en 1977 (qui possède de plus un centre culturel et de loisirs, un centre de protection civile, une piscine couverte, une salle omnisports, une grande salle et une bibliothèque municipale).
Les routes se rendant au centre de Lausanne depuis la sortie Vennes de l'autoroute A9 (construite en 1964), depuis les quartiers de Vennes et de Grand-Vennes (par la route de Berne) et de Valmont, des Boveresses et de Praz-Séchaud (par la route d'Oron), passent obligatoirement par la place de la Sallaz.

### XXIesiècle

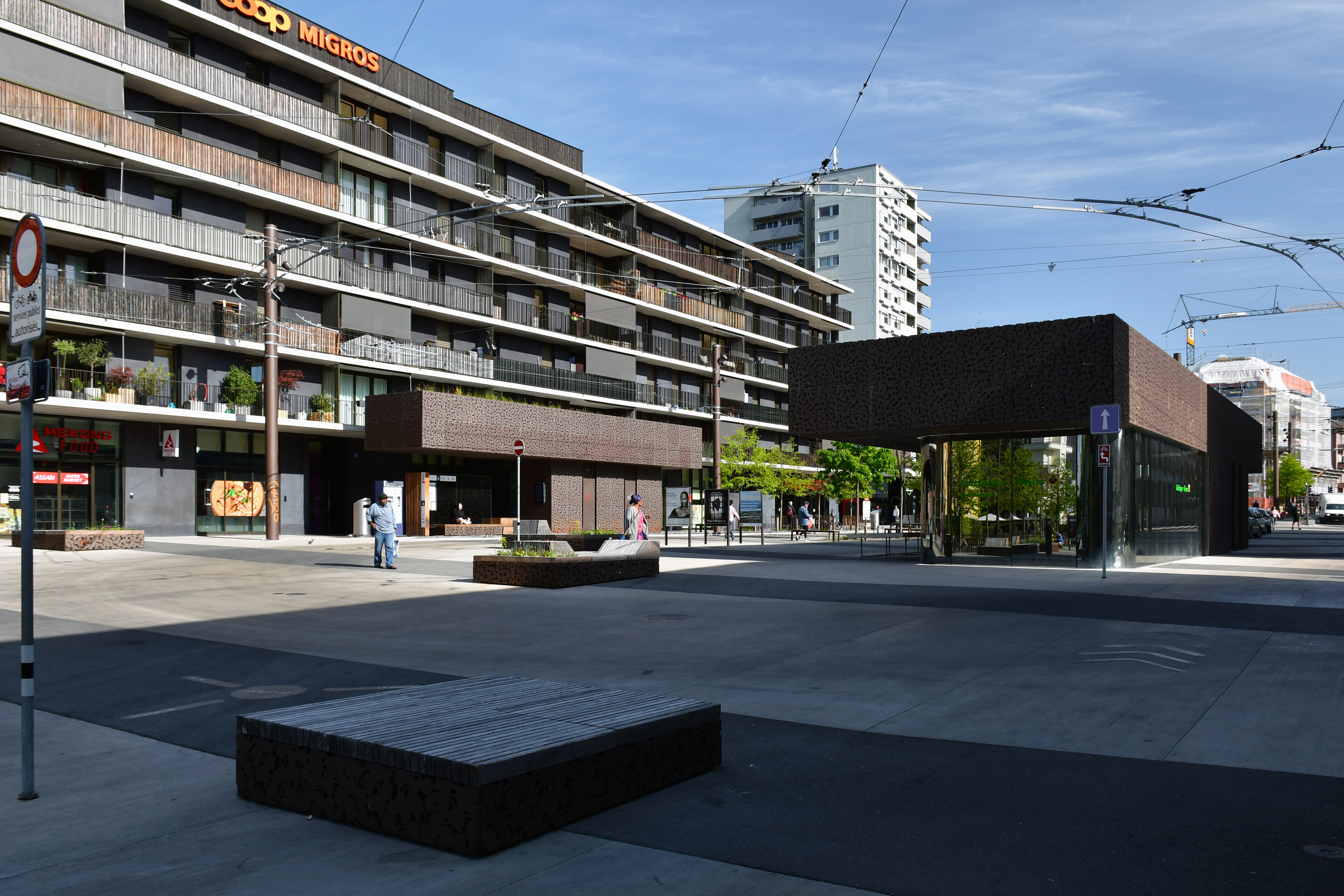
La Sallaz vue du sud en 2020.

Au début du XXIe siècle, une importante modification de la place est décidée. Le principal changement est la suppression de la route qui la traverse : le trafic provenant de la route d'Oron est dévié sur l'avenue Victor-Ruffy et une route de contournement par l'ouest est construite en 2011, déviant la circulation venant de la route de Berne en dehors de la place. Elle devient une « zone de rencontre », dans laquelle les piétons ont la priorité sur les cinq lignes de bus du réseau lausannois qui continuent à y circuler. L'autre changement majeur est le remplacement de la majorité des immeubles de l'ouest de la place par des édifices plus modernes, libérant de la place pour de nouveaux commerces, pour une garderie et pour la bibliothèque municipale située jusqu'alors dans le complexe scolaire de Grand-Vennes. Ces transformations coûteront 40 millions de francs et la nouvelle place est inaugurée en juin 2016. En parallèle, l'usine d'incinération et de traitement des déchets Tridel est construite à l'ouest de la place en 2006 et la ligne M2 du métro est inaugurée en 2008, reliant notamment la Sallaz au centre-ville.
Même si la place transformée est appréciée de la majorité, la cohabitation entre bus et piétons (décrite souvent comme désagréable et dangereuse), le peu de végétation (même si la place compte 80 tilleuls) et le style des monumentales aubettes et du mobilier urbain en fonte ciselée valent à la place de nombreuses critiques de la part des usagers,,,,. Elle n'est pour beaucoup qu'un lieu de passage, emprunté pour accéder aux commerces ou aux transports publics. La municipalité, qui voyait dans la transformation de la place un moyen de la rendre plus conviviale et attractive, propose depuis, régulièrement, de nouveaux aménagements pour pallier ces défauts.

## Situation et accès
La place de la Sallaz est située au nord-est de Lausanne, à 1 km au sud, par la route de Berne, de la sortie Vennes de l'autoroute A9 et à 3 km, par la route, du centre-ville. Plusieurs voies de circulation permettent d'y accéder : les routes de Berne et d'Oron au nord, les avenues Victor-Ruffy et du Temple à l'est et les avenues de Beaumont et de la Sallaz au sud, alors que la nouvelle rue du Vallon la contourne par l'ouest.
Une passerelle à l'usage des piétons et vélos, de 72 mètres de longueur et large d’environ quatre mètres, revêtue de bois et dont la structure est en béton armé, relie la Sallaz (près de la station de métro), au Bois de Sauvabelin depuis 2012. Elle a été inaugurée le 24 août 2013.

### Transports publics

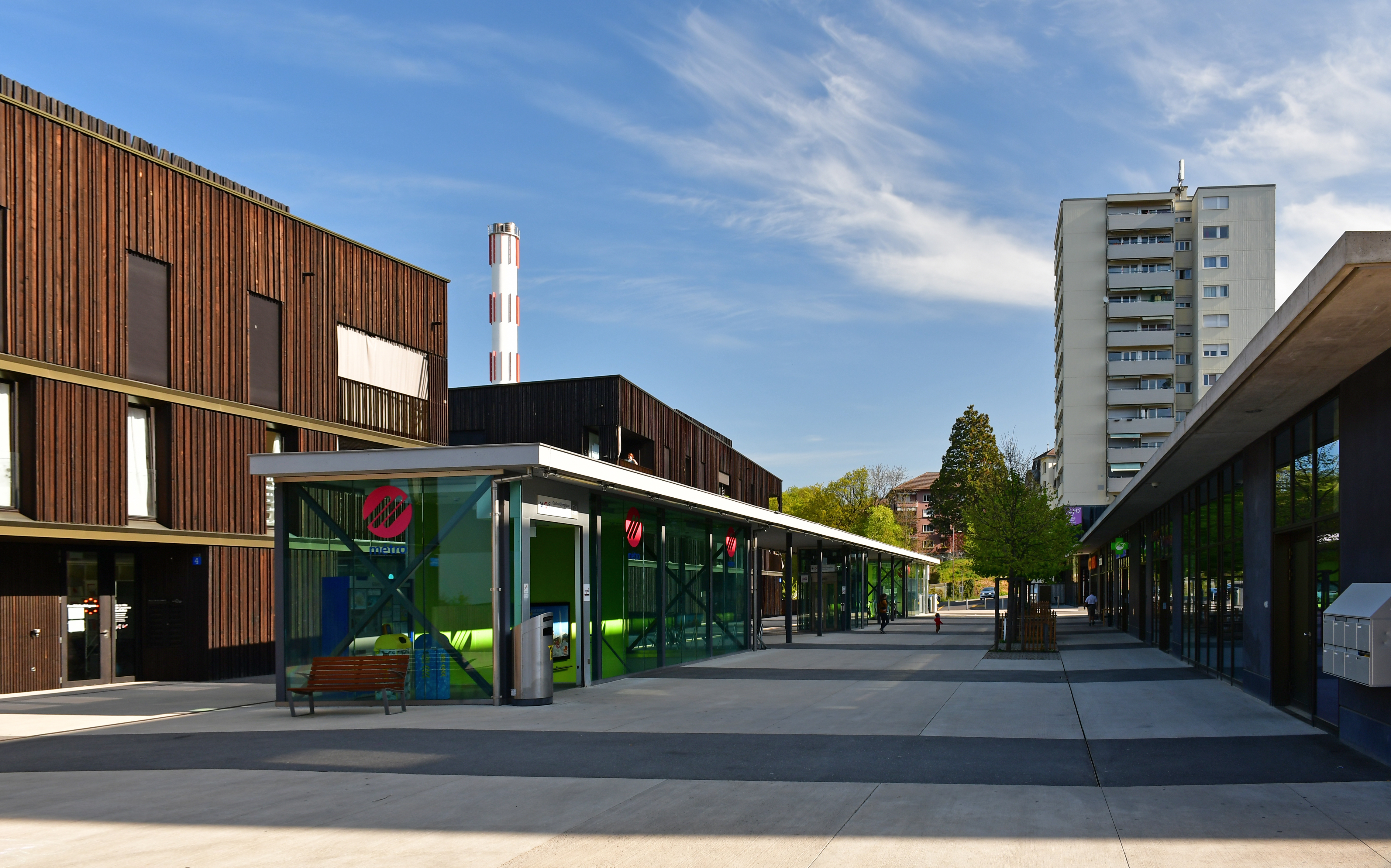
La station de métro de la Sallaz.

La place et desservie par les lignes 6 41 42 des transports publics de la région lausannoise, par les lignes 360 365 de CarPostal ainsi que par la ligne   du métro.

## Description

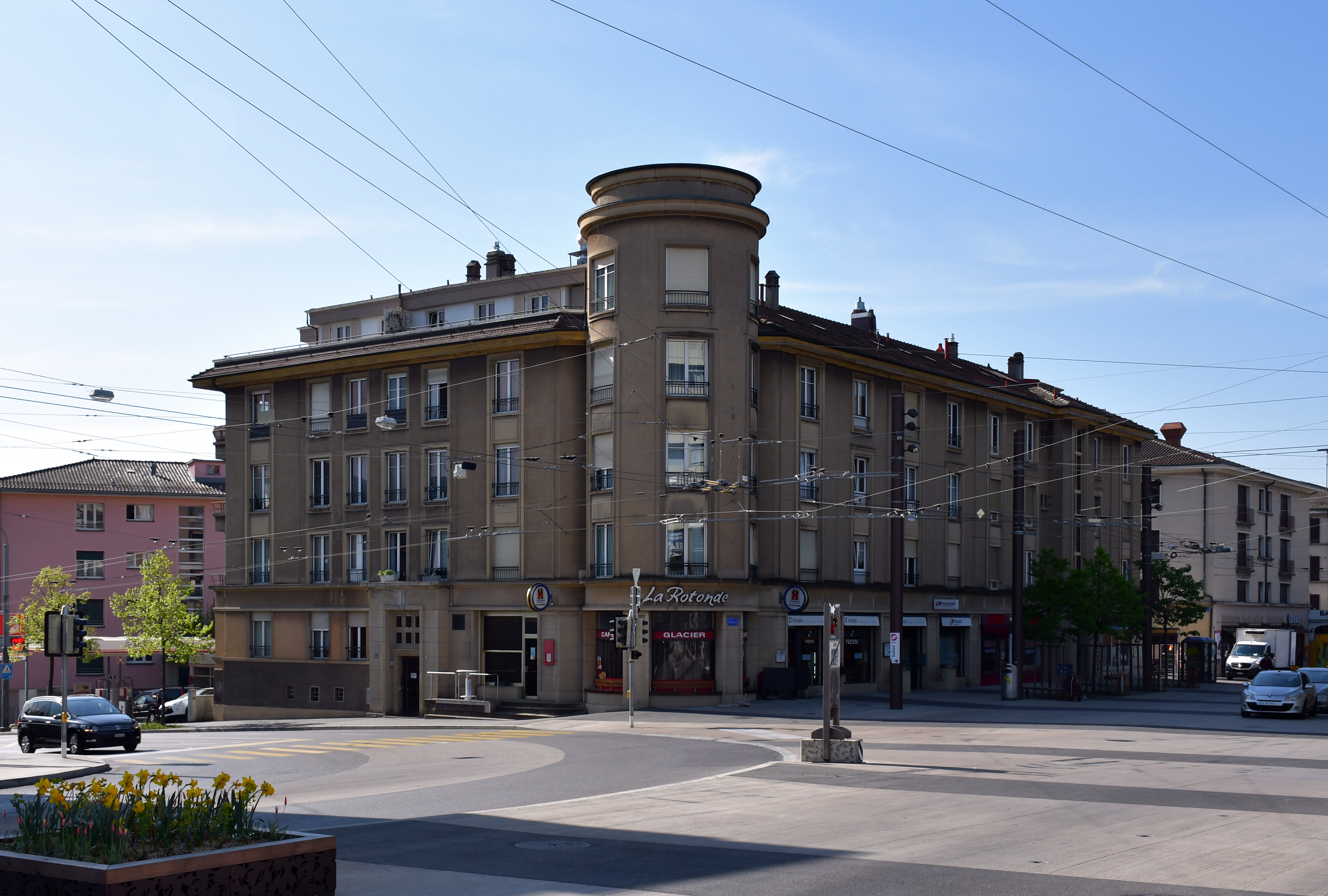
Le bâtiment de la Rotonde, à l'est de la place.

Dessinée par le bureau « 2b architectes », la nouvelle place de la Sallaz a une forme oblongue et s'étend du nord au sud. Le revêtement au sol alterne transversalement des bandes sombres d'asphalte et d'autres claires de béton. La place est plantée de rangées longitudinales de tilleuls. Le mobilier urbain est composé d'une trentaine de bancs, d'abris d'arrêts de bus en fonte, dont les motifs perforés rappellent la forme des feuilles des arbres. Le même motif perforé décore les grilles, en fonte également, situées au pied des tilleuls ainsi que le pavillon commercial rectangulaire construit au centre de la place, qui abrite notamment un fleuriste. Une petite fontaine du sculpteur André Lasserre, déjà présente avant le réaménagement de la place, se trouve à proximité des bâtiments ouest. Une placette de gravier fin et de gazon planté lui aussi de tilleuls se trouve au sud du plateau de la Sallaz, formant un belvédère sur la vallée du Flon.
Les bâtiments flanquant la place abritent des logements, des restaurants, des commerces de détail (supermarchés, pharmacie, opticien, boulanger, chocolatier, etc.) et des restaurants. L'immeuble situé à l'ouest de la place, derrière la station du métro, abrite une garderie, une bibliothèque municipale et un parking souterrain auquel on accède par la rue du Vallon, qui contourne la place par l'ouest. Derrière la place, à l'ouest, se trouve l'usine d'incinération et de traitement des déchets Tridel.
La place accueille chaque jeudi après-midi un marché de produits frais (fruits et légumes, charcuterie, fromages et épicerie fine).